# 미틸라 (도시)

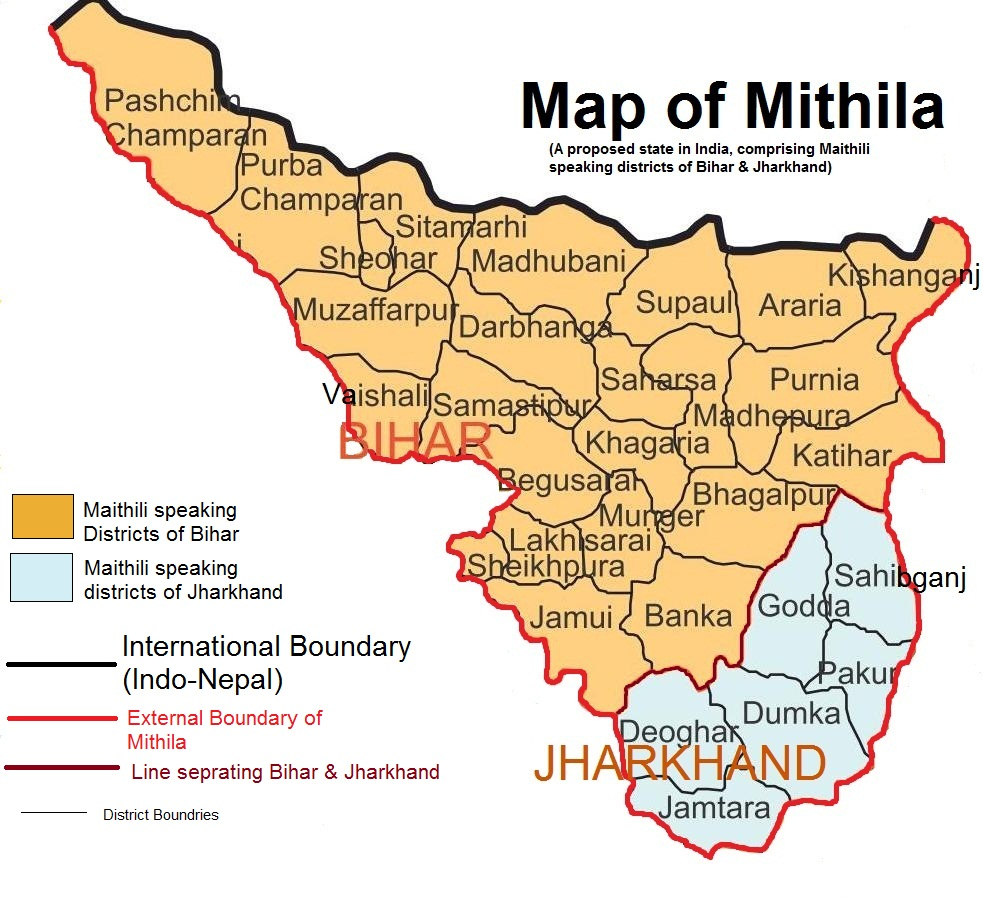
Map of Proposed Mithila State, showing its districts

미틸라(산스크리트어: मिथिला)는 고대 인도의 도시로, 비데하 왕국의 수도였다. 미틸라의 위치를 놓고 오늘날 네팔의 자낙푸르, 오늘날 인도 비하르주 마두바니구 발리라아즈가드, 인도 비하르주 시타마르히구 시타마르히, 그리고 오늘날 네팔의 무키야파티 무샤르니야의 무키야파티 사이에서 논쟁이 벌어지고 있다.

## 위치 논쟁
라마야나에 따르면 미틸라는 오늘날 네팔의 자낙푸르에 위치하고 있었다. 그러나 이러한 주장을 뒷받침하는 고고학적 증거는 거의 발견되지 않았다. 일부 학자들은 미틸라가 오늘날 인도 비하르주 마두바니구의 발리라아즈가드에 위치했다고 주장한다. 일부 고고학적 증거들이 발리라아즈가드에서 발견되었지만 발굴은 어떤 주장도 뒷받침하지 못했다. 일부 사람들은 또한 미틸라가 오늘날 인도 비하르주의 시타마르히에 위치했다고 주장한다.